# Šubić III. Mladen
Šubić III. Mladen (horvátul: Mladen III. Šubić Bribirski, 1315 – Trau, 1348. május 1.) horvát nemes, a Šubić nemzetségből származó klisszai gróf.

## Családja
Šubić II. György spalatói, klisszai és almissai gróf fia volt. Két fiú és két lánytestvére ismert. Fiútestvérei közül III. Pál (Pavao) klisszai gróf, Boldizsár (Božidar) pedig brebiri gróf volt. Lánytestvérei közül Katalin a brebiri Jurišić Ivan felesége lett, Ilona (Jelena) pedig Kotromanić Vladiszló feleségeként I. Tvrtko bosnyák király anyja volt. III. Mladennek két gyermeke ismert, IV. Mladen és Katalin (Katarina), aki Piast III. Boleszláv sziléziai herceg felesége volt.

## Élete
Mladen apja, II. György halálával (1330) Šubić II. Pál került a családfő tisztségébe, akinek 1334 után politikája már csak György fiának, III. Mladennek a támogatására irányult, őt támogatta a más nemesek és főurak elleni harcokban.
A feltörekvő Nelipićek azonban arra törekedtek, hogy minden horvát nemest uralmuk alá hajtsanak. Különösen a Šubićok álltak ennek a törekvésnek az útjában. 1336-ban ki is tört a konfliktus a két nemzetség között. A Šubićok oldalán II. Pál mellett V. Gergely, III. Mladen és III. Pál állt, míg Nelipić család fejét, II. Nelipacot unokaöccse Konstantin, valamint Budislav Ugrinić, a Krka menti Rog várának ura segítette. A küzdelem végül úgy ért véget, hogy a, II. Nelipac elfoglalta Osztrovicát, és urának fiát, Konstantint tette meg. A felek Scardonai-öbölben Giacomello Dandolo velencei admirális hajóján Scardona püspöke, valamint Sebenico, Spalato és Trau városok képviselői jelenlétében kötötték meg békét. A béke feltételei nem ismertek, de annyi bizonyos, hogy Nelipac visszaadta II. Pálnak Osztrovica várát.
Pál és Gergely politikája ezt követően megváltozott, mert miután látták, hogy a királytól nem várhatnak segítséget ellenségeikkel szemben, birtokaik megtartása érdekében Velencéhez fordultak. II. Nelipac 1344-ben bekövetkezett halála után I. Lajos magyar király megtörte a Nelipićek uralmát, akik ezután a király hívei lettek. Ezután Lajos a Šubićok (Osztrovica, Bribir, Scardona, Klissza és Almissa) ellen vonult. A városok már javában fegyverkeztek, Lajos királynak azonban nem volt ínyére elhúzódó háborút folytatni, és augusztus 10-én Miklós bánt Kninben hátrahagyva visszavonult Bosznia irányába. A Velencével szövetséges Šubićok 1345-ben fegyveres segítséget nyújtottak a Velence ellen fellázadt Zára ostromához. Lajos katonai támogatásának hiányában Zára 1346. december 21-én megadta magát a velenceieknek. Šubić II. Pál még a velenceiek győzelme előtt meghalt, mert augusztus 21-én már halottként említik. Osztrovicát kiskorú fiára, III. Györgyre hagyta, akinek fivérét, V. Gergelyt nevezte ki gyámjául.
A kiskorú György azonban nem volt abban a helyzetben, hogy apja II. Pál gróf örökségét átvegye, mert már apja életében, anyai nagyapja, Frangepán III. Duim vegliai, modrusi és zenggi gróf őrizetében volt. A két család közötti viszály, mely György miatt tört ki továbbra sem oldódott meg. 1347 közepén Gergely váratlanul elkezdett kibékülni Lajos királlyal még azon az áron is, hogy átadja Osztrovicát. Gergely gróf két követe a király elé járult, ahol arra kérték, hogy a vegye őket királyi kegyelmébe, és felejtse el régóta fennálló hűtlenségüket. Egyúttal hogy bebizonyítsák, mennyire komolyan döntöttek úgy, hogy ezentúl hűségesek lesznek, átadják a királyi kézbe várukat, Osztrovicát. A király elfogadva kérésüket július 31-én megbocsátó oklevelet adott ki. Még aznap kiadott egy újabb oklevelet is, melyben Osztrovica váráért Šubić V. Gergelynek és unokaöccsének, III. Györgynek minden tartozékával a szlavóniai Zriny várát adja cserébe, ezen kívül pedig megkapták a Zriny melletti Stupnica földjét is. Ezek után 1347-ben a bribiri Šubić grófok egyik ága, melynek addig Osztrovica vára volt a székhelye Horvátországból az akkori Szlavóniába, Zriny várába költözött. Ezt az ágat és leszármazottait ezután már nem bribiri grófoknak (comes de Brebir), hanem zrínyi grófoknak (comes de Zrin, Zerin) nevezik.
Amikor az osztrovicai Šubićok Zrinbe költöztek, Horvátországban csak a klisszai ág maradt, melyhez Klisszán kívül Scardona és Almissa városai tartoztak III. Mladen uralma alatt. Mladen, aki az egész 1347-es év folyamán azon dolgozott, hogy Osztrovica ne kerüljön királyi kézre átvette nagybátyjának szerepét és továbbra is Lajos király esküdt ellensége, valamint a velenceiek lelkes támogatója maradt. Mellette álltak fivérei, III. Pál és Boldizsár is. 
Mindhárman 1345 óta velencei polgárok voltak, teljesen lojálisak a köztársasághoz, mert úgy gondolták, hogy csak a velenceiek segítségével tarthatják meg hatalmuk maradékát. Mladen lelkesen támogatta az is, hogy öccse, Pál feleségül vette a gazdag velencei patrícius Giovanni Dandolo lányát, Katalint.
Ő maga is házasságon keresztül igyekezett megerősíteni hatalmát, amikor 1347. október 1-jén feleségül vette Jelenort (Leljkát), Lajos király ellenfelének, IV. István Uroš szerb cár nővérét. Velence mellett Szerbiában látta azt a szövetségest, aki segít megvédeni Klissza, Scardona és Almissa feletti hatalmát a királlyal szemben. Ám a grófot hirtelen betegség támadta meg, és a betegségtől összetörve a velencei uralom alatt álló Trau városába ment. 1348. március 2-án Marco Ruzini traui gróf azt jelentette Giovanni Gradonigo spalatói grófnak, hogy Mladen gróf „nagyon beteg” (egrotare valde), de még súlyos betegségében is arra gondolt, hogy megvédje Scardona és Klissza városait, valamint sebenicoi, traui és spalatói családtagjait. Ám a betegség végül legyőzte, és 1348. május 1-jén Trauban elhunyt. Testét a traui Szent Lőrinc székesegyházba temették, ahol latin verses sírkőfelirat van vésve a sírjára. A felirat tisztesség és becsületbeli, valamint erkölcsi erényeit hangsúlyozza, és a horvátok bátor pajzsának (Croatorum clipeusfortis) nevezi azzal, hogy a gróf halála büntetés a horvát nép bűneiért.